# (3080) Moisseiev
(3080) Moisseiev (1935 TE) – planetoida z pasa głównego asteroid okrążająca Słońce w ciągu 4,22 lat w średniej odległości 2,61 j.a. Odkryta 3 października 1935 roku.